# Stelios Mygiakis
Stelios Mygiakis (n. 5 mai 1952, Rethymno, Creta⁠(d), Grecia) este un luptător ce a reprezentat Grecia, medaliat olimpic. A participat la 4 ediții ale Jocurilor Olimpice (1972, 1976, 1980, 1984) în care a câștigat o medalie de aur.